# شاه‌ماهی استرالیایی
شاه‌ماهی استرالیایی (نام علمی: Arripis georgianus) نام یک گونه از سرده آزادماهی استرالیا است.